# Agathe Lecaron
Pour les articles homonymes, voir Lecaron.
Agathe Lecaron, née le 8 mars 1974 à Paris, est une animatrice française de radio et de télévision. Elle exerce à la fois à la télévision française et belge.

## Biographie

### Enfance et débuts
Née le 8 mars 1974 à Paris, Agathe Lecaron grandit à Paris dans un environnement aisé. Son père est publicitaire et sa mère travaille dans le domaine du vin.
Elle passe une maîtrise en langues étrangères à La Sorbonne. Elle part ensuite s’installer en Belgique où vivait son meilleur ami et rejoint le groupe NRJ Belgique.

### Carrière en Belgique (1998-2008)
Elle est engagée en 1998 chez NRJ Belgique. Ensuite, elle est contactée lors de la création de la chaîne de télé-achat belge LTA, où elle fait ses débuts aux côtés de Pierre Dhostel. Ensuite, elle est recrutée chez AB3 pour présenter l’émission Permis de séduire. Elle passe chez un concurrent, RTL-TVI, la chaîne privée belge francophone la plus regardée. Elle se voit confier les magazines 1000 secondes, consacré à la cuisine, et All Access, l’un des rendez-vous people / culturel de la chaîne,. Au sein du groupe RTL Group, elle présente alors Lifestyle sur Plug RTL,. Avec Michael Pachen, elle anime sur la radio Bel RTL Duel chaque vendredi après-midi. Elle anime également Le Mot gagnant sur RTL-TVI.

### Carrière en France (depuis 2008)
Entre 2008 et 2013, elle est animatrice sur RTL2 et présente Le Grand Morning de 6 h à 9 h du lundi au vendredi avec Christophe Nicolas. Elle annonce son départ le 10 juillet 2013 et est remplacée par Louise Ekland.
Elle rejoint la chaîne TMC pour y présenter une nouvelle formule de l'émission Incroyable mais vrai ! en alternance avec Sandra Lou.
Par la suite, Agathe Lecaron est choisie pour seconder Jean-Pierre Foucault pour le retour sur TF1 de l'émission Sacrée Soirée. Durant l'été 2010, elle devait arriver sur M6 pour présenter la télé-réalité événement de l'été Trompe-moi si tu peux, d'abord programmé à partir de la mi-juillet le jeudi en deuxième partie de soirée. Mais cette émission, qui consistait à retrouver les bons couples parmi une dizaine de couples qui devait faire croire qu'il était en couple avec un autre ou une autre (avec 8 couples hétérosexuels, 1 couple lesbien et 1 couple gay), fut déprogrammée deux jours avant le début de la diffusion par respect pour un candidat du jeu qui s'était suicidé par la suite[réf. nécessaire].
En décembre 2010, elle présente Le Grand Bêtisier avec Alex Goude sur M6. Cette émission a droit cette année-là à un prime-time, le dimanche 19 décembre (à 20 h 45), puis tous les jours pendant deux semaines à la place de 100 % Mag. Agathe Lecaron remplace Sandrine Corman sur cette émission.
En 2011, elle remplace aussi Sandrine Corman aux côtés de Stéphane Rotenberg pour la deuxième saison de Top Chef sur M6, également diffusée sur RTL-TVI.
Le 4 juillet 2011, elle annonce qu'elle quitte M6 pour aller sur France 5. C'est ainsi qu'à partir du 7 octobre 2011, elle présente un magazine hebdomadaire, On n'est pas que des cobayes !, le vendredi à 20 h 35. Enceinte de son premier enfant elle suspend sa participation à la fin de l'année 2013 et est remplacée par Élise Chassaing.
En mai 2016, elle est annoncée pour prendre la présentation de l'émission Les Maternelles sur France 5 à partir de septembre.
Elle rejoint momentanément l'équipe des Grosses Têtes de Laurent Ruquier sur RTL le 29 août 2017.
En décembre 2017, elle participe à l'animation de la 31e édition du Téléthon, en présentant l'émission La France de tous les exploits aux côtés de Samuel Étienne et Laura Tenoudji sur France 3.
Depuis le 30 janvier 2021, elle présente Bel & Bien sur France 2, le samedi à 9 h 55, avec Ali Rebeihi. Agathe Lecaron lance le 22 mars 2022 le magazine les Maternellesqu'elle quitte le 27 juin 2025 .

### Activités connexes
Elle a fait partie du groupe musical Quanta, aux côtés de Sandrine Corman, Nancy Sinatra et Bérénice. Leur titre intitulé Ouvre ton cœur de Philippe Swan sort le 2 juin 2006. Il se classe à la 11e position des classements francophones cet été.
Lostory est le premier roman d'Agathe Lecaron.
À partir de janvier 2011, elle joue dans la mini-série humoristique Jamais Peinard ! créée par Frédéric Herbays et Thierry Dory sur RTL-TVI,.
En 2003, elle joue dans la pièce de théâtre La Bonne Planque de Michel André adaptée par Francois Pirette, dans le rôle de Chantal.
Depuis le 18 avril 2020, elle produit et présente le podcast Ex…, dans lequel des anonymes relatent leurs histoires d’amour.
Agathe Lecaron lance le 22 mars 2022 le magazine les Maternelles.
Livre pour enfants écrit avec son père en 2023 : Titom au pays des Granpetits, illustré par Maguelone du Fou.

### Vie privée
Elle a deux fils, Gaspard et Félix, nés en 2014 et 2016.
Elle est mariée à François Pellissier, directeur général adjoint Business et Sports du Groupe TF1.

## Résumé de carrière audiovisuelle

### Parcours en radio
- 2008-2013 : Le grand morning sur RTL 2 : animatrice
- 2017-2018 : Les Grosses Têtes sur RTL : sociétaire

### À la télévision
- 1999-2006 :  Télé-achat sur LTA avec Pierre Dhostel
- 2002-2003 : Permis de séduire sur AB3
- 2004-2005 : Le mot gagnant sur RTL-TVI
- 2006-2008 : 1000 secondes sur RTL-TVI avec Yves Mattagne
- 2007 : All access sur RTL-TVI
- 2007 : Ça vous fait rire avec Maria Del Rio sur RTL-TVI
- 2008 : Lifestyle sur Plug RTL
- 2008 : Sacrée Soirée avec Jean-Pierre Foucault sur TF1
- 2008 : La Dernière Chance sur TMC
- 2009 : Incroyable mais vrai, le mag ! sur TMC avec Denis Maréchal
- 2009 : Le meilleur de "Surprise sur prise" sur TMC avec Jean-Michel Zecca
- 2010 : Trompe-moi si tu peux (annulé) sur M6
- 2011 : Top Chef avec Stéphane Rotenberg sur M6
- 2011 : Le Grand Bêtisier de l'hiver, avec Alex Goude sur M6
- 2011-2016 : On n'est pas que des cobayes ! avec Vincent Chatelain, David Lowe, Élise Chassaing sur France 5
- 2014 : La vie rêvée de Gaspard d'Agathe Lecaron et Ketty Palma sur France 5 et Science & Vie TV.
- 2016-2025 : La Maison des Maternelles sur France 5 puis France 4 puis France 2
- 2017 : Téléthon sur France 3
- 2018-2019 : Vert de rage sur France 5
- 2018 : Suite parentale avec Benjamin Muller sur France 4
- 2020-2021:  La Maison des parents sur France 4
- depuis 2021 : Bel et bien avec Ali Rebeihi sur France 2
- 2022 : MasterChef sur France 2
- 2023 : Chemins de traverse sur France 3
- 2023 : Tous à La Réunion  avec Katiana Castelnau sur France 3
- Depuis 2025 : Bel et bien ensemble sur France 2

### Doublage
- 2022 : Tad l'explorateur et la table d'émeraude : l'agent Ramirez[20]